# Grande Prêmio do Cinema Brasileiro 2012
É a décima primeira edição do Grande Prêmio Brasileiro de Cinema, organizado pela Academia Brasileira de Cinema, homenageando os melhores filmes em diversas categorias. A edição ocorreu no dia 15 de outubro de 2012 sediada no Teatro Municipal do Rio de Janeiro.
O cineasta brasileiro Carlos Diegues foi o grande homenageado da edição, uma vez que este completa 50 anos de carreira, inciada em 1962 com o filme Cinco Vezes Favela. Diretor, produtor e roteirista, Cacá Diegues, como é mais conhecido, dirigiu 17 longas e 12 curtas e ganhou mais de 20 prêmios. Também houve homenagens a Carlos Reichenbach e Gustavo Dahl, recém-falecidos à época.
O Palhaço, obra dirigida, estrelada e co-escrita por Selton Mello, chegou para esta edição como o filme mais indicado, com 13 nomeações. Com 11 indicações, vinha o drama Bróder, de Jeferson De (indicado a Melhor Direção, Melhor Roteiro, Melhor Montagem em longa ficcional e Melhor Trilha Sonora) e a comédia romântica de ficção científica O Homem do Futuro. Além destes, a cinebiografia da ex-atriz de filmes pornográficos Raquel Pacheco, Bruna Surfistinha, chegou a cerimônia com 10 indicações.
O filme O Palhaço ganhou o maior número de prêmios do evento com 11 vitórias em categorias competitivas e ainda a escolha de Melhor Filme de Ficção pelo voto popular. Destaca-se aqui a vitória de Selton Mello como diretor, ator, roteirista e montador. Bruna Surfistinha também foi destaque, vencendo 3 dos 10 prêmios que disputou.

## Vencedores e indicados
Vencedores estão com o texto em negrito.
| Melhor Longa-Metragem de Ficção | Melhor Direção |
| --- | --- |
| - O Palhaço – Vânia Catani , produtora - Assalto ao Banco Central – Marcos Didonet, Vilma Lustosa e Walkiria Barbosa, produtores - Bróder – Paulo Boccato e Mayra Lucas, produtores - Bruna Surfistinha – Roberto Berliner e Rodrigo Letier, produtores - O Homem do Futuro – Cláudio Torres e Tatiana Quintella, produtores | - Selton Mello – O Palhaço - Andrucha Waddington – Lope - Cláudio Torres – O Homem do Futuro - Eduardo Coutinho – As Canções - Jeferson De – Bróder |
| Melhor Atriz | Melhor Ator |
| - Deborah Secco – Bruna Surfistinha como Bruna Surfistinha - Alinne Moraes – O Homem do Futuro como Helena - Débora Falabella – Meu País como Manuela - Leandra Leal – Estamos Juntos como Carmem - Simone Spoladore – Elvis & Madona como Elvis | - Selton Mello – O Palhaço como Benjamin / Palhaço Pangaré - Caio Blat – Bróder como Macu - Cássio Gabus Mendes – Bruna Surfistinhacomo Huldson - Wagner Moura – O Homem do Futuro como João "Zero" - Wagner Moura – VIPs como Marcelo Nascimento |
| Melhor Atriz Coadjuvante | Melhor Ator Coadjuvante |
| - Drica Moraes – Bruna Surfistinha como Larissa - Cássia Kis – Bróder como Dona Sônia - Dira Paes – Estamos Juntos como Leonora - Fabiana Karla – O Palhaço como Tonha - Fabíula Nascimento – Bruna Surfistinhacomo Janine | - Paulo José – O Palhaço como Valdemar / Palhaço Puro Sangue - Ailton Graça – Bróder como Seu Francisco - Cauã Reymond – Estamos Juntos como Murilo - Jonathan Haagensen – Bróder como Jaiminho - Tonico Pereira – Assalto ao Banco Central como Doutor |
| Melhor Roteiro Original | Melhor Roteiro Adaptado |
| - O Palhaço – Selton Mello e Marcelo Vindicatto - Bróder – Jeferson De e Newton Cannito - Cilada.com – Bruno Mazzeo, Rosana Ferrão, José Alvarenga Júnior e Marcelo Saback - Elvis & Madona – José de Carvalho e Marcelo Laffitte - Meu País – André Ristum, Marco Dutra e Octávio Scopelliti - O Homem do Futuro – Cláudio Torres | - Bruna Surfistinha – Antonia Pellegrino, Homero Olivetto e José de Carvalho, adaptado da obra O Doce Veneno do Escorpião, de Bruna Surfistinha - Capitães da Areia – Hilton Lacerda e Cecília Amado, adaptado do romance Capitães da Areia de Jorge Amado - Malu de Bicicleta – Marcelo Rubens Paiva, adaptado da obra Malu de Bicicleta, de Marcelo Rubens Paiva. - Todo Mundo Tem Problemas Sexuais – Domingos de Oliveira, adaptado da peça teatral homônima de Domingos de Oliveira. - VIPs – Bráulio Mantovani e Thiago Dottori, adaptado da obra VIPs: Histórias Reais de um Mentiroso, de Mariana Caltabiano. |
| Melhor Longa-Metragem Documentário | Melhor Longa-Metragem Infantil |
| - Lixo Extraordinário – Hank Levine e Angus Aynsley, produtores - À Margem do Lixo – Assunção Hernandes, Letícia Santos e Leonardo Mecchi, produtores - As Canções – João Moreira Salles e Maurício Andrade Ramos, produtores - Diário de uma Busca – Flávio Ramos Tambellini, Estelle Fialon e Flávia Castro, produtores - Quebrando o Tabu – Fernando Menocci, Silvana Tinelli e Luciano Huck, produtores - Rock Brasília - Era de Ouro – Marcus Ligocki, produtor | - Uma Professora Muito Maluquinha – Diler Trindade, produtor - Palavra Cantada 3D – Jerome Merle, Marcelo Siqueira, Patrick Siaretta, Paulo Tatit e Sandra Peres, produtores |
| Melhor Direção de Fotografia | Melhor Direção de Arte |
| - O Palhaço – Adrian Teijido - Bróder – Gustavo Hadba - Estamos Juntos – Lula Carvalho - Lope – Ricardo Della Rosa - O Homem do Futuro – Ricardo Della Rosa | - O Palhaço – Cláudio Amaral Peixoto - Assalto ao Banco Central – Alexandre Meyer - Capitães da Areia – Adrian Cooper - Lope – Carlos Bodelón, César Macarrón e Lilly Kilvert - O Homem do Futuro – Yurika Yamazaki |
| Melhor Figurino | Melhor Maquiagem |
| - O Palhaço – Kika Lopes - Bruna Surfistinha – Letícia Barbieri - Capitães da Areia – Marjorie Gueller - Lope – Tatiana Hernandéz - O Homem do Futuro – Marcelo Pies | - O Palhaço – Marlene Moura e Rubens Libório - Bruna Surfistinha – Gabi Moraes - Capitães da Areia – Denise Borro e Marina Beltrão - Elvis & Madona – Marina Beltrão - O Homem do Futuro – Martín Macías Trujillo |
| Melhor Efeito Visual | Melhor Som |
| - O Homem do Futuro – Claudio Peralta - Bróder – André Kapel - Bruna Surfistinha – Eduardo Souza e Rodrigo Lima - Lope – Cláudio Peralta e Marcelo Siqueira - Onde Está a Felicidade? – Diego Velasco-de-Armas | - O Homem do Futuro – Jorge Saldanha, Miriam Biderman, Ricardo Reis e Rodrigo Noronha - Capitães da Areia – Branko Neskov, George Saldanha e Simone Petrillo - Lixo Extraordinário – Aloysio Compasso, José Louzeiro e Patrick O'Sulivan - O Palhaço – George Saldanha, Luiz Adelmo e Paulo Gama - VIPs – Alessandro Laroca, Armando Torres Jr. e Romeu Quinto |
| Melhor Montagem Ficção | Melhor Montagem Documentário |
| - O Palhaço – Selton Mello e Marília Moraes - Assalto ao Banco Central – Felipe Lacerda - Bróder – Jeferson De e Quito Ribeiro - Bruna Surfistinha – Manga Campion e Oswaldo Santana - Capitães da Areia – Eduardo Hartung | - Lixo Extraordinário – Pedro Kos - As Canções – Jordana Berg - Estrada Real da Cachaça – Ava Gaitán Rocha - Filhos de João, O Admirável Mundo Novo Baiano – Bau Carvalho e Henrique Dantas - Mamonas Para Sempre – Anna Penteado, Bruna Callegari, Diana Zatz, Felipe Igarashi e Rafael Buosi - Rock Brasília - Era de Ouro – Sérgio Azevedo e Vladimir Carvalho |
| Melhor Trilha Sonora | Melhor Trilha Sonora Original |
| - Rock Brasília - Era de Ouro – Vladimir Carvalho - Amor? – Lenine - Bróder – João Marcelo Bôscoli e Jeferson De - Mamonas Para Sempre – Cláudio Kahns - Não Se Preocupe, Nada Vai Dar Certo – Edu Lobo | - O Palhaço – Plínio Profeta - Assalto ao Banco Central – André Moraes e Chris Pitman - Capitães da Areia – Carlinhos Brown - Malu de Bicicleta – Dado Villa-Lobos - VIPs – Antonio Pinto |
| Melhor Longa-Metragem Estrangeiro | Melhor Curta-Metragem Ficção |
| - Meia-Noite em Paris (Espanha / Estados Unidos) – Letty Aronson e Stephen Tenenbaum, produtores - A Pele que Habito (Espanha) – Agustín Almodóvar e Esther García, produtores - Cisne Negro (Estados Unidos) – Mike Medavoy, Brian Oliver e Scott Franklin, produtores - Rio (Estados Unidos) – Bruce Anderson e John C. Donkin, produtores - Um Conto Chinês (Argentina / Espanha) – Pablo Bossi, Gerardo Herrero e Juan Pablo Buscarini, produtores               | - Pra Eu Dormir Tranquilo – Juliana Rojas, diretor - Contagem – Gabriel Martins e Maurílio Martins, diretores - Entre Muros – Adriana Tenório, diretora - Máscara Negra – Renê Brasil, diretor - Último Dia – Christopher Faust, diretor |
| Melhor Curta-Metragem Documentário | Melhor Curta-Metragem Animação |
| - A Verdadeira História da Bailarina de Vermelho – Alessandra Colassanti e Samir Abujamra, diretores - Angeli 24 Horas – Beth Formaggini, diretora - Gigante de Papelão – Barbara Tavares, diretora - Ovos de Dinossauro na Sala de Estar – Rafael Urban, diretor - Praça Walt Disney – Renata Pinheiro e Sérgio Oliveira, diretores - Procurando Madalena – Ricardo Sá, diretor                                                                                     | - Céu no Andar de Baixo – Leonardo Cata Preta, diretor - As Aventuras de Paulo Bruscki – Gabriel Mascaro, diretor - Céu, Inferno e Outras Partes do Corpo – Rodrigo John, diretor - Engolelogoumajacaentão – Marão, Tiago Mal, Diego Akel, Alex Antunes, Soldado, Guilherme Coutinho, Andrei Duarte e Humberto Rodrigues, diretores - Furicó e Fiofó – Fernando Miller, diretor - Sambatown – Cadu Macedo, diretor |

### Voto Popular - Vencedores
- Melhor Longa-Metragem de Ficção - O Palhaço
- Melhor Documentário - Quebrando o Tabu
- Melhor Filme Estrangeiro - Rio

### Filmes com mais indicações e prêmios
| Indicações | Filme                       |
| ---------- | --------------------------- |
| 13         | O Palhaço                   |
| 11         | Bróder                      |
| 11         | O Homem do Futuro           |
| 10         | Bruna Surfistinha           |
| 7          | Capitães da Areia           |
| 5          | Assalto ao Banco Central    |
| 5          | Lope                        |
| 4          | Estamos Juntos              |
| 4          | VIPs                        |
| 3          | As Canções                  |
| 3          | Elvis & Madona              |
| 3          | Lixo Extraordinário         |
| 3          | Rock Brasília - Era de Ouro |

| Vitórias | Filme               |
| -------- | ------------------- |
| 11       | O Palhaço           |
| 3        | Bruna Surfistinha   |
| 2        | Lixo Extraordinário |
| 2        | O Homem do Futuro   |